# Gunnvor Advocaat
Gunnvor Advocaat, född 17 augusti 1912 i Oslo, död där 26 juli 1997, var en norsk målare.
Advocaat studerade vid Kungliga Konsthögskolan i Haag 1938–1939, vid Statens håndverks- og kunstindustriskole för Per Krohg och Thorbjørn Lie-Jørgensen 1942–1943 och vid Statens Kunstakademi för Axel Revold, Jean Heiberg och Aage Storstein 1943–1948. Hon bodde i Rom 1960–1968 och i Taormina på Sicilien 1968–1992, då hon flyttade tillbaka till Oslo. Hon var gift med målaren Øistein Thurman.
Advocaat målade abstrakta, koloristiskt avstämda kompositioner. Hon är representerad vid Museet for samtidskunst med Komposisjon (1966) och Gult over sort (1974) samt flera landskapsakvareller.